# Edlira Dingu
Edlira Shyti, po mężu Edlira Dingu (ur. 4 stycznia 1966 w Tiranie) – albańska strzelczyni, medalistka mistrzostw świata.

## Życiorys
Specjalizowała się w strzelaniach pistoletowych. Strzelectwo zaczęła uprawiać w 1978 roku. Startując pod panieńskim nazwiskiem zdobyła brązowy medal podczas mistrzostw świata 1986 w pistolecie sportowym z 25 m w zawodach drużynowych (startowała wraz z Djaną Matą i Manuelą Delilaj). W mistrzostwach świata w 2002 roku zajęła 51. miejsce w pistolecie sportowym z 25 m, a w 2010 roku 135. pozycję w pistolecie pneumatycznym z 10 m. 
Wielokrotna uczestniczka mistrzostw Europy. W 2001 roku zajęła 44. miejsce pistolecie sportowym z 25 m. W tej samej konkurencji była 50. w 2003 i 2005 roku, 51. w 2009 roku i 55. w 2007 roku. W pistolecie pneumatycznym z 10 m zajęła 34. miejsce w 2002 roku i 59. pozycję w 2007 roku. 
W Pucharze Świata najwyższą pozycję zajęła w 2001 roku – uplasowała się na 6. miejscu w pistolecie sportowym z 25 m podczas zawodów w Mediolanie. 
Z zawodu jest księgową. Jest rozwiedziona, ma dwoje dzieci.

## Wyniki

### Medale mistrzostw świata
Opracowano na podstawie materiałów źródłowych:
| Mistrzostwa | Konkurencja                        | Wynik             | Miejsce |
| ----------- | ---------------------------------- | ----------------- | ------- |
| Suhl 1986   | Pistolet sportowy, 25 m, drużynowo | 1745 pkt. (druż.) |         |